# Homestead Base
Homestead Base ist  ein census-designated place (CDP) im Miami-Dade County im US-Bundesstaat Florida. Das U.S. Census Bureau hat bei der Volkszählung 2020 eine Einwohnerzahl von 999 ermittelt. 

## Geographie
Homestead Base grenzt im Südwesten an die Stadt Homestead und liegt etwa 40 km südwestlich von Miami. Der CDP ist der Standort der Homestead Air Reserve Base.

## Demographische Daten
Laut der Volkszählung 2010 verteilten sich die damaligen 964 Einwohner auf 59 Haushalte. Die Bevölkerungsdichte lag bei 85,3 Einw./km². 40,6 % der Bevölkerung bezeichneten sich als Weiße, 55,4 % als Afroamerikaner, 0,3 % als Indianer und 0,2 % als Asian Americans. 3,1 % gaben die Angehörigkeit zu einer anderen Ethnie und 0,4 % zu mehreren Ethnien an. 33,7 % der Bevölkerung bestand aus Hispanics oder Latinos.
Im Jahr 2010 lebten in 81,3 % aller Haushalte Kinder unter 18 Jahren sowie 4,2 % aller Haushalte Personen mit mindestens 65 Jahren. 81,3 % der Haushalte waren Familienhaushalte (bestehend aus verheirateten Paaren mit oder ohne Nachkommen bzw. einem Elternteil mit Nachkomme). Die durchschnittliche Größe eines Haushalts lag bei 3,58 Personen und die durchschnittliche Familiengröße bei 4,05 Personen.
52,6 % der Bevölkerung waren jünger als 20 Jahre, 27,5 % waren 20 bis 39 Jahre alt, 16,6 % waren 40 bis 59 Jahre alt und 3,2 % waren mindestens 60 Jahre alt. Das mittlere Alter betrug 20 Jahre. 51,6 % der Bevölkerung waren männlich und 48,4 % weiblich.
Das durchschnittliche Jahreseinkommen lag bei 23.201 $, dabei lebten 93,3 % der Bevölkerung unter der Armutsgrenze.